# Sovětsko-japonské pohraniční konflikty
Sovětsko-japonské pohraniční konflikty byly sérií ozbrojených střetů mezi SSSR a Japonskem od července 1938 až do 1945. Politický dopad těchto konfliktů se nese do dnešních dob.
Po tom, co Japonsko obsadilo Mandžusko a Koreu, se jeho vojenské zájmy zaměřily na sovětská území. Střety mezi japonskými a sovětskými jednotkami se často odehrávaly na hranici Mandžuska.
Konflikty byly lokální a malé, do 5. dubna 1945 měl Sovětský svaz uzavřený Pakt o neútočení s Japonskem.